# Princely Umanmielen
Princely Umanmielen (Lagos, 18 aprile 2002) è un giocatore di football americano nigeriano che milita nel ruolo di linebacker per i Carolina Panthers della National Football League (NFL).

## Primi anni
Umanmielen frequentò la Manor High School di Manor, Texas, dove fece registrare 93 tackle, 6 sack, un fumble forzato e due recuperati. Scelse di giocare nel college football all’Università della Florida, preferendola a offerte di Auburn, Baylor e Texas.

## Carriera universitaria
Nella sua prima stagione con i Florida Gators nel 2020, Umanmielen mise a segno 3 tackle e 2 sack. Nel 2021 totalizzò 17 placcaggi, un sack e un fumble forzato. Nel decimo turno della stagione 2022 forzò un fumble dopo un sack sul quarterback Haynes King nella vittoria su Texas A&M. Chiuse l’annata con 39 tackle, 4,5 sack e 2 fumble forzati. Pronosticato come una scelta del finale del secondo giro del Draft NFL 2024, il 6 dicembre annunciò invece che avrebbe cambiato istituto. Il 15 dicembre 2023 annunciò che sarebbe passato a Ole Miss, dove disputò l’ultima stagione nel football universitario.

## Carriera professionistica

### Carolina Panthers
Umanmielen fu scelto nel corso del terzo giro (77º assoluto) del Draft NFL 2025 dai Carolina Panthers.